# گرانش (آلبوم وست‌لایف)
گرانش(به انگلیسی: Gravity) یازدهمین آلبوم استودیویی گروه راک ایرلندی وست‌لایف است. که در ۲۲ نوامبر ۲۰۱۰ در پادشاهی متحده منتشر شده‌است.

## فهرست آهنگ‌ها
| شماره      | نام                                                  | نویسنده(ها)                                          | تهیه‌کنندگان | مدت   |
| ---------- | ---------------------------------------------------- | ---------------------------------------------------- | ----------- | ----- |
| ۱.         | «امشب زیبا(Beautiful Tonight)»                       | پل بری, جان شانکس                                    | شانکس       | ۴:۰۰  |
| ۲.         | «امن(Safe) (نسخه آلبوم)»                             | جیمز گراندل، شانکس                                   | شانکس       | ۳:۵۳  |
| ۳.         | «شانس‌ها(Cahnces)»                                    | جوئل پوت, استیون رابرتز, تیموتی وانستال, کاری ویلتز, | شانکس       | ۴:۴۶  |
| ۴.         | «من تو را خواهم گرفت.(I Will Reach You)»             | استیو اندرسون, مارک فیلی, جمی هارتمن                 | شانکس       | ۳:۲۱  |
| ۵.         | «نزدیکتر(Closer)»                                    | نیکی برن, کیان ایگن, فیلی, شین فیلان, جان رید, شانکس | شانکس       | ۴:۰۶  |
| ۶.         | «دلیل(The Reason)»                                   | دن استرین, کریس هس, مارکو لاپالاینن, داگلاس راب      | شانکس       | ۳:۵۴  |
| ۷.         | «به من بگو این عشق است(Tell Me It's Love)»           | وین هکتور, شانکس                                     | شانکس       | ۴:۱۸  |
| ۸.         | «ضعیف می‌شوم(I Get Weak)»                             | ساوان کوتچا, شانکس                                   | شانکس       | ۳:۴۲  |
| ۹.         | «قبل از اینکه خیلی دیر شود( Before It's Too Late)»   | اندرسون, فیلی, سیمون پتی                             | شانکس       | ۴:۰۹  |
| ۱۰.        | «امشب هیچکس نمی‌خوابند(No One's Gonna Sleep Tonight)» | هکتور، شانکس                                         | شانکس       | ۳:۵۳  |
| ۱۱.        | «تفاوت در من(Difference In Me)»                      | هکتور، شانکس                                         | شانکس       | ۳:۲۹  |
| ۱۲.        | «خداحافظی خیلی سخت است(Too Hard To Say Goodbye)»     | برن, ایگن, فیلی, فیلان, شانکس                        | شانکس       | ۴:۴۴  |
| ۱۳.        | «لطفاً بمان(Please Stay) (فقط ژاپن)»                  | برت باچراچ, باب هیلارد                               | شانکس       | ۳:۴۳  |
| مجموع مدت: | مجموع مدت:                                           | مجموع مدت:                                           | مجموع مدت:  | ۴۸:۰۵ |